# Tân Hiệp (huyện)
Tân Hiệp là một huyện thuộc tỉnh Kiên Giang, Việt Nam.

## Địa lý
Huyện Tân Hiệp nằm ở phía đông của tỉnh Kiên Giang, có vị trí địa lý:
- Phía đông giáp huyện Cờ Đỏ và huyện Vĩnh Thạnh thuộc thành phố Cần Thơ
- Phía tây giáp huyện Châu Thành, huyện Hòn Đất và thành phố Rạch Giá
- Phía nam giáp huyện Giồng Riềng
- Phía bắc giáp huyện Thoại Sơn, tỉnh An Giang.

Huyện Tân Hiệp có diện tích 422,88 km², dân số năm 2020 là 125.858 người, mật độ dân số đạt 298 người/km².
Đây cũng là địa phương có tuyến Đường cao tốc Lộ Tẻ – Rạch Sỏi đi qua đang được khai thác.

## Hành chính
Huyện Tân Hiệp có 11 đơn vị hành chính cấp xã trực thuộc, bao gồm thị trấn Tân Hiệp (huyện lỵ) và 10 xã: Tân An, Tân Hiệp A, Tân Hiệp B, Tân Hòa, Tân Hội, Tân Thành, Thạnh Đông, Thạnh Đông A, Thạnh Đông B, Thạnh Trị.
Bản đồ hành chính huyện Tân Hiệp, tỉnh Kiên Giang
| Đơn vị hành chính cấp xã  | Thị trấn Tân Hiệp | Xã Tân An | Xã Tân Hiệp A | Xã Tân Hiệp B | Xã Tân Hòa | Xã Tân Hội | Xã Tân Thành | Xã Thạnh Đông | Xã Thạnh Đông A | Xã Thạnh Đông B | Xã Thạnh Trị |
| ------------------------- | ----------------- | --------- | ------------- | ------------- | ---------- | ---------- | ------------ | ------------- | --------------- | --------------- | ------------ |
| Diện tích (km²)           | 31,98             | 34,99     | 40,17         | 34,01         | 34,96      | 44,45      | 31,88        | 51,54         | 46,66           | 29,08           | 43,15        |
| Dân số (người)            | 18.102            | 7.641     | 11.175        | 7.679         | 6.324      | 13.725     | 8.905        | 15.501        | 16.338          | 7.679           | 12.585       |
| Mật độ dân số (người/km²) | 566               | 218       | 278           | 232           | 181        | 309        | 279          | 301           | 350             | 264             | 292          |
| Số đơn vị hành chính      | 10 khu phố        | 5 ấp      | 6 ấp          | 6 ấp          | 4 ấp       | 9 ấp       | 6 ấp         | 8 ấp          | 8 ấp            | 4 ấp            | 8 ấp         |

## Lịch sử

### Trước năm 1975
Thời Pháp thuộc, ban đầu địa bàn huyện Tân Hiệp ngày nay bao gồm làng Tân Hội, một phần làng Mong Thọ (thuộc quận Châu Thành) và một phần làng Thạnh Hòa (thuộc quận Giồng Riềng) lúc bấy giờ cùng thuộc tỉnh Rạch Giá. Sau này, vào khoảng những năm 20 của thế kỷ XX, thực dân Pháp cho thành lập làng Tân Hiệp thuộc quận Châu Thành, tỉnh Rạch Giá trên cơ sở tách đất từ các làng Tân Hội và Mong Thọ. Về sau, lại lập thêm làng Thạnh Đông trên cơ sở tách đất từ làng Thạnh Hòa.
Khoảng đầu những năm 50 của thế kỷ XX, chính quyền Quốc gia Việt Nam thân Pháp lại cho thành lập quận Tân Hiệp thuộc tỉnh Rạch Giá với các làng trực thuộc: Tân Hiệp, Tân Hội, Thạnh Đông. Tên quận được lấy theo tên làng Tân Hiệp vốn là nơi đặt quận lỵ. Năm 1954, đông đảo đồng bào miền Bắc, phần lớn là theo đạo Công giáo đã di cư vào miền Nam và đến đây lập nghiệp, sinh sống cho đến ngày nay.
Sau năm 1956, các làng gọi làng xã. Năm 1957, chính quyền Việt Nam Cộng hòa đổi tên quận Tân Hiệp cũ thành quận Kiên Tân thuộc tỉnh Kiên Giang. Trong đó, xã Tân Hiệp vẫn là nơi đặt quận lỵ quận Kiên Tân.
Năm 1970, quận Kiên Tân gồm 5 xã: Giục Tượng, Mông Thọ, Tân Hiệp, Tân Hội, Thạnh Đông.
Tuy nhiên, chính quyền Mặt trận dân tộc giải phóng miền Nam Việt Nam và sau này là Chính phủ Cách mạng lâm thời Cộng hòa Miền Nam Việt Nam lúc bấy giờ vẫn duy trì tên gọi vùng đất này là huyện Tân Hiệp thuộc tỉnh Rạch Giá như cũ cho đến đầu năm 1976. Huyện Tân Hiệp khi đó chỉ gồm 3 xã: Tân Hiệp, Tân Hội và Thạnh Đông.
Sau ngày 30 tháng 4 năm 1975, chính quyền quân quản Cộng hòa miền Nam Việt Nam ban đầu vẫn duy trì huyện Tân Hiệp thuộc tỉnh Rạch Giá như cũ cho đến đầu năm 1976.

### Từ năm 1976 đến nay
Từ tháng 2 năm 1976, huyện Tân Hiệp thuộc tỉnh Kiên Giang, ban đầu bao gồm thị trấn Tân Hiệp và 5 xã: Tân Hiệp A, Tân Hiệp B, Tân Hội, Thạnh Đông A, Thạnh Đông B. Huyện lỵ là thị trấn Tân Hiệp, được thành lập do tách đất từ các xã Tân Hiệp và Thạnh Đông trước đó.
Ngày 18 tháng 3 năm 1997, Chính phủ ban hành Nghị định số 23-CP về việc:
- Thành lập xã Thạnh Trị trên cơ sở 4.117,56 ha diện tích tự nhiên và 10.294 nhân khẩu của xã Thạnh Đông A
- Thành lập xã Thạnh Đông trên cơ sở 5.438,06 ha diện tích tự nhiên và 15.169 nhân khẩu của xã Thạnh Đông B.

Ngày 14 tháng 11 năm 2001, Chính phủ ban hành Nghị định số 84/2001/NĐ-CP về việc thành lập xã Tân Thành trên cơ sở 3.386,31 ha diện tích tự nhiên và 10.443 nhân khẩu của xã Tân Hội.
Ngày 8 tháng 1 năm 2004, Chính phủ ban hành Nghị định số 11/2004/NĐ-CP về việc thành lập xã Tân An trên cơ sở 3.415,50 ha diện tích tự nhiên và 8.234 nhân khẩu của xã Tân Hiệp A.
Cuối năm 2004, huyện Tân Hiệp có thị trấn Tân Hiệp và 9 xã là: Tân Thành, Tân Hội, Tân An, Tân Hiệp B, Tân Hiệp, Thạnh Đông, Thạnh Đông A, Thạnh Đông B, Thạnh Trị.
Ngày 7 tháng 2 năm 2005, Chính phủ Việt Nam ban hành Nghị định 15/2005/NĐ-CP về việc điều chỉnh 434,71 ha diện tích tự nhiên và 1.232 nhân khẩu của xã Thạnh Đông và 2.671,19 ha diện tích tự nhiên và 13.233 nhân khẩu của xã Thạnh Đông B về thị trấn Tân Hiệp quản lý.
Ngày 29 tháng 6 năm 2009, Chính phủ ban hành Nghị quyết số 29/NQ-CP về việc thành lập xã Tân Hòa trên cơ sở điều chỉnh 3.524,87 ha diện tích tự nhiên và 8.566 nhân khẩu của xã Tân Hiệp B. Huyện Tân Hiệp có 1 thị trấn và 10 xã trực thuộc.